# Pušća
Pušća  è un comune della Croazia di 2 484 abitanti della Regione di Zagabria.